# خلیده تومی
خلیده تومی (به عربی: خليدة تومي) یا خلیده مسعودی سیاستمدار الجزایری‌ست. او وزیر فرهنگ و ارتباطات این کشور است. او از فعالین فمینیست است.